# Yeguada (Vega Baja)
Yeguada es un barrio ubicado en el municipio de Vega Baja en el estado libre asociado de Puerto Rico. En el Censo de 2010 tenía una población de 1932 habitantes y una densidad poblacional de 90,74 personas por km².

## Geografía
Yeguada se encuentra ubicado en las coordenadas 18°29′17″N 66°25′4″O / 18.48806, -66.41778. Según la Oficina del Censo de los Estados Unidos, Yeguada tiene una superficie total de 21.29 km², de la cual 6.38 km² corresponden a tierra firme y (70.05%) 14.92 km² es agua.

## Demografía
Según el censo de 2010, había 1932 personas residiendo en Yeguada. La densidad de población era de 90,74 hab./km². De los 1932 habitantes, Yeguada estaba compuesto por el 70.24% blancos, el 17.75% eran afroamericanos, el 0.57% eran amerindios, el 0.1% eran asiáticos, el 7.92% eran de otras razas y el 3.42% pertenecían a dos o más razas. Del total de la población el 99.43% eran hispanos o latinos de cualquier raza.